# Alfacar
Alfacar là một đô thị trong tỉnh Granada, Tây Ban Nha. Theo điều tra dân số 2005 (INE), đô thị này có dân số là 5107 người.
37°14′B 3°34′T / 37,233°B 3,567°T